# Conférence européenne des ministres des Transports
La Conférence européenne des ministres des Transports (CEMT) était une organisation internationale créée en 1953 avec siège à Paris et relevant de l'OCDE. Lors de la session de Dublin en mai 2006, les ministres ont décidé de créer sur cette base le Forum international des transports (FIT), qui permet l'adhésion d'un plus grand nombre de pays, au-delà des frontières de l'Europe.
Les objectifs de la CEMT  étaient d'après l'article 3 de son protocole constitutif :
1. de prendre toutes mesures destinées à réaliser, dans un cadre général ou régional, la meilleure utilisation et le développement le plus rationnel des transports intérieurs européens d'importance internationale;
2. de coordonner et de promouvoir les travaux des organisations internationales s'intéressant aux transports intérieurs européens, compte tenu de l'activité des autorités supranationales dans ce domaine.

## Contingent multilatéral d'autorisations de transport routier
Bien que relayée au niveau de l'organisation par le FIT, la désignation CEMT représente jusqu'à ce jour également un contingent multilatéral d'autorisations de transport, qui permettent aux transporteurs des pays membres d’effectuer des opérations de transport international entre leurs territoires respectifs (chargement, déchargement et transit). Le système multilatéral d’autorisations CEMT, qui fait dorénavant partie des activités européennes du FIT, reste cependant réservé aux pays européens, tout en dépassant le cercle des pays membre de l'Union européenne. En 2008, les pays membres participant à ce contingent étaient au nombre de 43.